# Люшкевич, Фаня Давыдовна
 Фаня Давыдовна Люшкевич (5 декабря 1927, Ленинград) — советский этнограф, востоковед, специалист по Средней Азии.

## Биография
Фаня Давыдовна родилась в Ленинграде 5 декабря 1927 г. в семье бухгалтера и учительницы.
Всю войну семья провела в блокадном городе. Девочка училась в школе и оказывала помощь фронту. 30 января 1944 г. Указом Президиума Верховного Совета СССР Ф. Д. Люшкевич (Глейзер) за участие в обороне Ленинграда награждена медалью «За оборону Ленинграда».
В 1945 г. Фаня Давыдовна окончила школу и поступила на Восточный факультет Ленинградского государственного университета, который закончила в 1950 году.
В 1955 г. Ф. Д. Люшкевич поступила на работу в Институт этнографии, в сектор Средней Азии, которым в то время руководил Н. А. Кисляков. Её коллегами были Э. Г. Гафферберг, Е. М. Пещерева, С. М. Абрамзон. Е. М. Пещерева была научным руководителем Ф. Д. Люшкевич.
В 1956 г. Фаня Давыдовна вместе с Е. М. Пещеревой принимает участие в Южно-Узбекской экспедиции под руководством К. Л. Задыхиной, цель которой — изучение родоплеменного состава населения Кашкадарьинской и Сурхандарьинской областей.
В 1961 г. Ф. Д. Люшкевич изучала этнографическую группу ирони в Бухаре, откуда совершались выезды в окрестные кишлаки. В 1969—1970 гг. работала в Ромитанском, Вабкентском и Гиджуванском районах Бухарской области, в 1972 г. — в Кашкадарьинской области, в 1976—1978 гг. — в Бухаре.
На основании собственных многолетних полевых наблюдений в 1977 г. Ф. Д. Люшкевич успешно защитила кандидатскую диссертацию по этнической истории и этнографических черт культуры населения Бухарского оазиса (конец XIX — начало XX вв.).
В 1988 г. Ф. Д. Люшкевич вышла на пенсию. В настоящее время она живёт в Израиле.